# Siris (Sardenya)
Siris (en sard, Siris) és un municipi italià, dins de la província d'Oristany. L'any 2007 tenia 249 habitants. Es troba a la regió de Marmilla. Limita amb els municipis de Masullas, Morgongiori i Pompu.

## Administració
| Període | Identitat    | Partit        |
| ------- | ------------ | ------------- |
| 2005-   | Marco Floris | Llista cívica |